# بيفيرلي جاكسون
بيفيرلي جاكسون (بالإنجليزية: Beverley Jackson)‏ (20 نوفمبر 1928، لوس أنجلوس في الولايات المتحدة)؛ كاتِبة، صحفية وروائية أمريكية.